# 林開郡洋樓
林開郡洋樓是一棟位於臺灣基隆市仁愛區的宅邸建築，是基隆市至今保存之日治時代民間建築中最龐大者，目前仍未具文化資產身分。

## 沿革

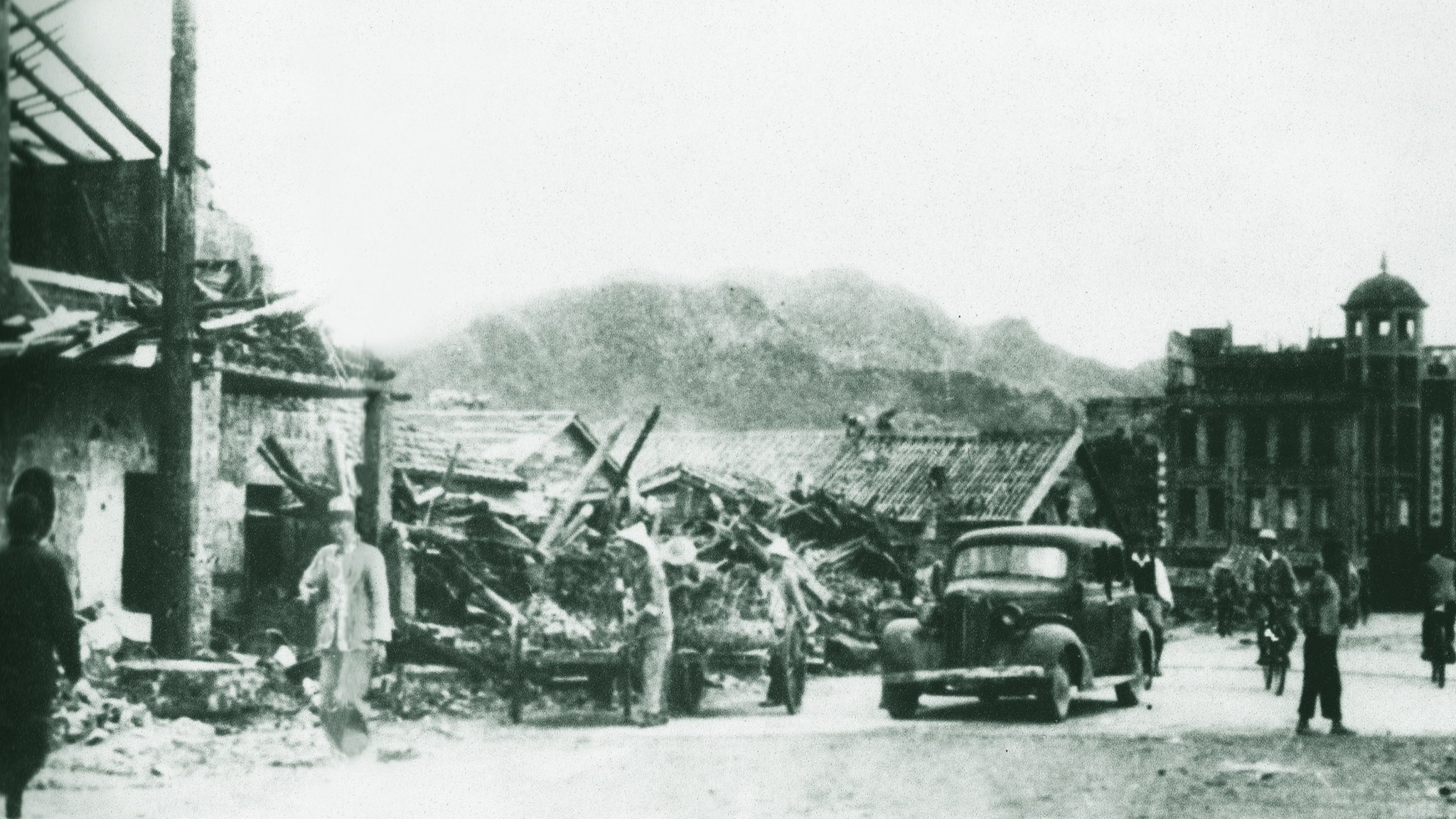
1945年基隆大空襲後的的林開郡洋樓（圖中右側建築）

林開郡洋樓興建於1931年（昭和6年），位於原福德町旭川河畔處:102，由在三峽圳子頭（今金圳里）從事採煤生意，三峽炭礦株式會社的經營者，同時也是三峽庄協議會員的林開郡所興建，洋樓完工後，林開郡並未久住，而是約於1936年（昭和11年）時租給倪蔣懷，使其居住並作畫約三年。直至倪蔣懷於田寮河畔前段雙葉町購地建屋後才遷出:102。
戰後，林開郡洋樓的用處轉為對外承租用建築使用。曾經營舶來品、酒吧等民間產業場所，其中最知名者屬「美琪酒吧」，是當時美國大兵休閒娛樂的場所。並在1966年美國電影《聖保羅砲艇》中作為電影場景出現。
2001年，林開郡洋樓入選中華民國各縣市歷史建築十景中，基隆市十景之列，近年，由於建物產權複雜，使得後代子孫無從對於建築使用達成共識，導致林開郡洋樓長年荒廢沒人管理，曾被民間冠上「基隆鬼屋」稱號，並曾被票選為全台十大鬼屋，2016年在基隆市文化局建議之下，曾由屋主之一出面將在空中花園的榕樹移除，然而在2020年發生外牆剝落，遂於一樓加設外牆防護工程。
2021年6月18日，林家後代簽署合作意向書，願意租借洋樓一樓空間，讓基隆市政府改善騎樓空間與照明。之後再與基隆市文化局簽署合作文化部私有老建築保存再生計畫，目前一樓整修告一段落，將在2022年6月10日～19日先行限時開放，作為基隆城市博覽會展區開放民眾參觀。
2023年，林開郡洋樓的展覽空間入圍德國國際論壇設計設計空間設計獎。
2024年，林開郡洋樓獲屋主及文化部支持，正式進入修復工程。

## 建築設計

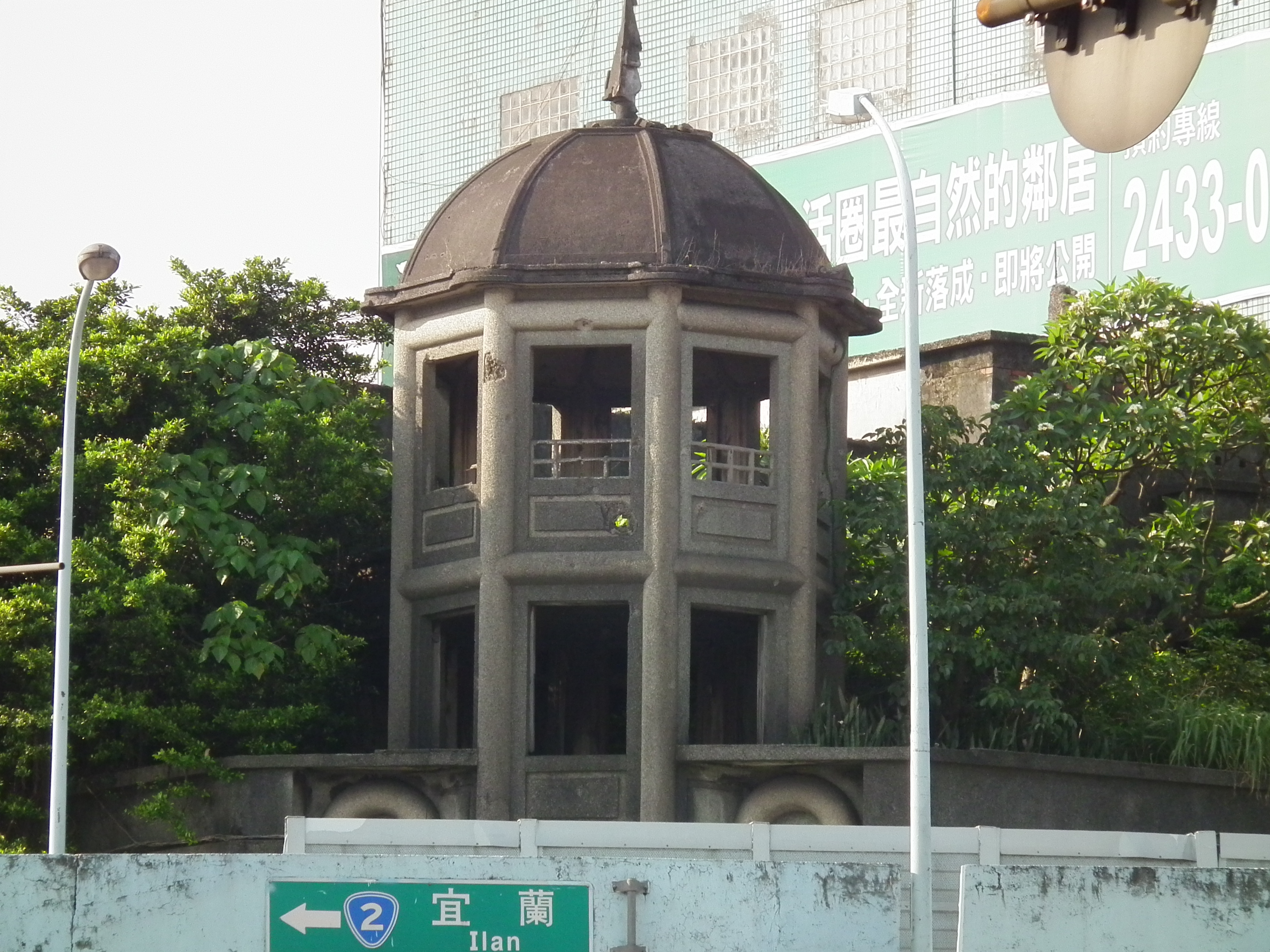
林開群洋樓的八角穹頂塔樓

林開郡洋樓為西方古典樣式建築，建築結構由中國進口全部建材，並聘請唐山師傅進行設計，屋頂處設闢建一座空中庭園及兩層RC造八角穹頂塔樓，能夠遙望基隆港的景觀。目前中正路一側五開間仍出租給商店使用，但仍欠缺一致性的維護，轉角處入口、空中花園及愛一路上的二開間則閒置至今。此外由於東岸高架道路的增築中山高架橋，導致洋樓西北面部分及塔樓視覺遭到嚴重遮蔽。